# Шоколадные протесты в Канаде
Шоколадные протесты в Канаде или батончиковые протесты (англ. Candy bar protest, англ. The 5 cent chocolate war, англ. The 5 cent war, англ. Chocolate candy bar strike) — протесты молодёжи в Канаде в 1947 году, вызванные повышением цен на шоколадные батончики.
25 апреля 1947 года канадские производители шоколадных батончиков подняли на них цены на три цента, с 5 центов до 8 центов, объяснив это увеличением производственных затрат. Повышение цен было связано с отменой государственных субсидий производителям шоколада, действовавших в годы Второй мировой войны, а также с проблемами с поставками какао-бобов, которые становились всё более популярными во всём мире.
17-летний Паркер Уильямс, парень из небогатой семьи, в этот день приехал вместе с друзьями в кафе Wigwam Cafe в небольшом городе Ледисмит в Британской Колумбии, чтобы купить там любимые шоколадные батончики. Когда он узнал, что цена на них повысилась, то был очень возмущён. Он всё прошлое лето работал на лесозаготовках, но почти все заработанные деньги потратил на покупку подержанного автомобиля, поэтому тратить лишние деньги на шоколад он не желал. Вместо покупки подорожавшего шоколада подростки отправились домой к Уильямсу, где мелом расписали его автомобиль призывами отменить подорожание шоколада. Затем они вернулись на площадку перед кафе и стали призывать посетителей кафе не покупать подорожавший шоколад. Основным их лозунгом была кричалка
«Не будь лохом!» (Don’t be a sucker!).
После сообщений прессы об этом протесте аналогичные протесты молодёжи начались и в других городах провинции Британская Колумбия, а затем распространились на всю Канаду. После этого продажи шоколада по всей стране уменьшились на 80 %. В поддержку молодёжи выступил ряд общественных организаций, в том числе Канадский конгресс труда, который заявил, что протесты «полностью оправданы».
Однако в канадских газетах появились статьи, где протесты объяснялись происками коммунистов. После этого родители, опасаясь обвинений в связях с коммунистами, начали заставлять своих детей прекратить протесты. В начале мая 1947 года они прекратились. Но всё же через некоторое время шоколадные батончики в Канаде подешевели на один цент.